# Eremobates lentiginosus
Eremobates lentiginosus är en spindeldjursart som först beskrevs av Kraepelin 1899.  Eremobates lentiginosus ingår i släktet Eremobates och familjen Eremobatidae. Inga underarter finns listade i Catalogue of Life.